# Fouga CM.8
O Fouga CM.8 (também designado como Castel-Mauboussin CM.8) foi um planador francês produzido pela fabricante aeronáutica Fouga nos anos 50. A aeronave é notável por sua participação no desenvolvimento do Fouga CM.170 Magister.

## Design e Desenvolvimento
O CM.8 é um planador de assento simples, sendo projetado para fins acrobáticos. Dois protótipos foram construídos: o CM.8/13, com envergadura de 13 metros e empenagem convencional, e o CM.8/15, com envergadura de 15 metros e cauda em V.
O bom desempenho da aeronave levou a mesma a ser utilizada para fins experimentais, com a montagem de pequenos turbojatos na linha dorsal do planador. A primeira dessas aeronaves experimentais voou no dia 14 de julho de 1949, sendo equipada com um motor Turbomeca Piméné. Designado como CM.8R, a aeronave combinava a asa de 13 metros do CM.8/13 com a empenagem do CM.8/15; duas unidades foram construídas, com os experimentos progredindo ao longo dos anos 50, sendo equipado com motores mais potentes e envergaduras progressivamente menores. Uma variante com fuselagem dupla, o CM.88 Gemeux, foi construído como uma mula de testes para motores turbojato.

## Variantes
- CM.8
- CM.8 Acro
- CM.8/13
- CM.8/15
- CM.8/13 Sylphe démotorisé
- CM.8 R13 Cyclone
- CM.8 R13 Sylphe II
- CM.8 R13 Sylphe III
- CM.8 R9.8 Cyclope I
- CM.8 R9.8 Cyclope II
- CM.8 R8.3 Midget: Variante construída para corridas aéreas, propulsada por um turbojato Turbomeca Palas, de 264 lbf (1.17 kN) de empuxo, além de asas menores, com 7.07 m de envergadura e 8.3 m² de área.[1][2] Oito a doze unidades construídas.[1][2]

## Especificações (CM.8/13)
Dados de: Jane's All the World's Aircraft, 1951-52 

### Características Gerais
- Tripulantes: Um
- Comprimento: 6.55 m (21 ft 6 in);
- Envergadura: 13.00 m (42 ft 8 in);
- Altura: 1.95 m (6 ft 5 in);
- Área Alar: 13.0 m2 (140 sq ft);
- Alongamento: 13:1;
- Peso Vazio:  247 kg (545 lb);[4]
- Peso Carregado: 330 kg (728 lb);

### Performance
- Velocidade Nunca Exceder: 275 km/h (171 mph, 148 kn);
- Taxa de Descida: 1.22 m/s (240 ft/min)

## Bibilografia
- Bridgman, Leonard (1951). Jane's All The World's Aircraft 1951–52. London: Sampson Low, Marston & Company, Ltd.
- Bridgman, Leonard (1952). Jane's All The World's Aircraft 1952–53. London: Sampson Low, Marston & Company, Ltd.
- de Narbonne, Roland (junho de 2009). «Juin 1949, dans l'aéronautique française: Des graines d'avenir : la bonne et la mauvaise». Le Fana de l'Aviation (em francês) (475). p. 77–79
- de Narbonne, Roland (maio de 2012). «Mai 1952, dans l'aéronautique française: Le Fouga "Midjet" qui resta sur la ligne de départ». Le Fana de l'Aviation (em francês) (510). p. 78
- Taylor, Michael J. H. (1989). Jane's Encyclopedia of Aviation. London: Studio Editions. 239 páginas

## Ligações Externas
- Planeurs et Avions (em Francês)